# Câmara Municipal de Juiz de Fora
A Câmara Municipal de Juiz de Fora é o órgão legislativo do município de Juiz de Fora, no Brasil.  Na legislatura 2025-2028, a Casa Legislativa do município conta com 23 vereadores.
A primeira legislatura da Câmara de Juiz de Fora é datada do período entre 1853 e 1857, presidida por José Ribeiro de Rezende, o Barão de Juiz de Fora. Sua sede atual é o Palácio Barbosa Lima, que fica localizado na Rua Halfeld, 955. A Câmara Municipal de Juiz de Fora ainda conta com outros dois espaços: o Anexo Ignácio Halfeld e o Centro Administrativo, sendo esse último localizado na Rua Marechal Deodoro, 722.

## História
O primeiro passo da Câmara Municipal de Juiz de Fora foi dado em 7 de abril de 1853 , com a posse de sete vereadores eleitos pelo povo. Três anos depois, quando a Vila de Santo Antônio do Paraibuna tornou-se cidade, esse número subiu para nove. A Câmara Municipal ficava em um prédio adquirido em 1852, na esquina da Avenida Barão do Rio Branco e da Rua Halfeld. Esse prédio foi demolido e deu lugar ao imóvel onde hoje funciona o Paço Municipal de Juiz de Fora.

### Palácio Barbosa Lima
Em 1876, o juiz de direito Joaquim Barbosa Lima liderou uma campanha popular para arrecadar verba, visando à construção do prédio que abrigaria o Legislativo e o Fórum, onde atualmente funciona a Câmara. A inauguração da obra, em 20 de março de 1878, foi feita com a presença do então Imperador D. Pedro II. Em 21 de janeiro de 1890, o delegado provisório de Minas Gerais, José Cesário de Faria, dissolveu a Câmara Municipal e criou o Conselho de Intendência. Somente 12 anos depois, por determinação da lei de organização dos municípios mineiros, foram eleitos novos vereadores, e nesse ano, o número de parlamentares subiu para 15.
Até 1930, Juiz de Fora era administrada pelo Presidente da Câmara, que ocupava também o cargo de Agente Executivo. Entretanto, após o início da Era Vargas, a cidade ganhou um prefeito, nomeado pelo chefe do governo do estado. Somente em 1947, foram eleitos novos vereadores. O Poder Legislativo retornou à sua sede, o Palácio Barbosa Lima, no final da década de 1970. A legislatura de 1973 passou a contar com 19 vereadores, chegando a contar com 21 representantes durante algumas legislaturas. A partir da legislatura que se inicia em 2025, a Câmara Municipal de Juiz de Fora passará a contar com 23 parlamentares.

### As primeiras leis
A lei que elevou Juiz de Fora à categoria de vila é de 1850, mas essa mudança só se tornou efetiva com a criação da Câmara, em 7 de abril de 1853, quando a vila passou a ter autonomia administrativa. Até então, a cidade estava sob a tutela administrativa de Barbacena. Durante o período imperial, a Câmara não exercia função administrativa, tendo a função de receber requerimentos da população sobre assuntos de interesse público. Para avaliar os casos, portanto, a Casa contava com sete comissões: de Censo, Fazenda, Obras Públicas, Legislação, Saúde Pública, Subscrição de Finanças e Polícia Municipal e Comissões Especiais de caráter não permanente.

### Nova sede: Fórum Benjamin Colucci
O governo de Minas Gerais anunciou, no início de 2023, que o edifício do Fórum Benjamin Colucci, também nas proximidades do Parque Halfeld, será ocupado pela Câmara Municipal de Juiz de Fora a partir de 2024. Com isso, o Legislativo da Cidade ganhará uma nova sede para seus serviços e atividades parlamentares. A mudança foi confirmada em coletiva que contou com a presença dos vereadores da legislatura 2021-2024 e o vice-governador do estado, Mateus Simões (NOVO).

## Legislatura 2025-2028
Em 2025, a cidade passará a contar com 23 representantes na Câmara Municipal, eleitos após as Eleições Municipais de 2024 em Juiz de Fora, realizadas no dia 6 de outubro. Na próxima legislatura, o partido com maior representação no Legislativo será o PT, com 4 cadeiras, seguido por PL e PSB, com 3 representantes cada. UNIÃO, MDB e PDT contarão com 2 representantes, enquanto Republicanos, PP, REDE, PSD, PCdoB, Avante e PV terão um vereador.
- André Luiz Vieira da Silva - André Luiz (REPUBLICANOS)
- André Luiz Gomes Mariano - André Mariano (PL)
- Antônio Santos de Aguiar - Dr. Antônio Aguiar (UNIÃO)
- Aparecida de Oliveira Pinto - Cida Oliveira (PT)
- Aparecido Reis Miguel Oliveira - Cido Reis (PCdoB)
- Carlos Alberto de Mello - Sargento Mello Casal - (PL)
- Carlos José de Souza - Fiote (PDT)
- Jefferson da Silva Januário - Negro Bússola (PV)
- João Evangelista de Almeida - João do Joaninho (PSB)
- João Wagner de Siqueira Antoniol - João Wagner Antoniol (MDB)
- José Márcio Lopes Guedes - Zé Márcio-Garotinho (PDT)
- Júlio César Rossignoli - Julinho Rossignoli (PP)
- Juraci Scheffer - Juraci Scheffer (PT)
- Kátia Aparecida Franco - Kátia Franco (PSB)
- Laiz Perrut Marendino - Laiz Perrut (PT)
- Letícia Fonseca Paiva Delgado - Letícia Delgado (PT)
- Luiz Otávio Fernandes Coelho - Pardal (UNIÃO)
- Marcelo Vitor Mendes Condé - Dr. Marcelo Condé (Avante)
- Marlon Siqueira Rodrigues Martins - Marlon Siqueira (MDB)
- Maurício Henrique Pinto de Oliveira Delgado - Maurício Delgado (REDE)
- Roberta Lopes Alves - Roberta Lopes (PL)
- Tiago Rocha dos Santos - Tiago Bonecão (PSD)
- Victor Paulo de Oliveira - Vitinho (PSB)

### Mesa Diretora
A Mesa Diretora é responsável por dirigir os trabalhos legislativos e os serviços administrativos da Câmara. De acordo com o Regimento Interno, parlamentares que integram a Mesa não podem fazer parte de nenhuma comissão, com exceção do vereador designado para o cargo de segundo-secretário.

#### Composição da Mesa Diretora (2025-2026)
A Mesa Diretora em exercício para o biênio 2025-2026 foi eleita na cerimônia de posse dos eleitos para o Legislativo e o Executivo, em 1 de janeiro de 2025. O mandato dos parlamentares se estenderá até o dia 31 de dezembro de 2026.
| Cargo              | Vereador                   |
| ------------------ | -------------------------- |
| Presidente         | Zé Márcio-Garotinho (PDT)  |
| 1º-vice-presidente | André Luiz (REPUBLICANOS)  |
| 2º-vice-presidente | Julinho Rossignoli (PP)    |
| 1º-secretário      | João Wagner Antoniol (MDB) |
| 2ª-secretária      | Letícia Delgado (PT)       |

### Comissões
Segundo o Regimento Interno da Câmara Municipal, as Comissões Técnicas Permanentes (CTP) são órgãos técnicos, constituídos pelos membros da Câmara Municipal, em caráter permanente ou temporário e destinados a proceder estudos, realizar investigações e representar o Legislativo. O colegiado de parlamentares é trocado anualmente. Em 2025, serão vinte comissões.
| Comissão                                                                            | Vereadores |
| ----------------------------------------------------------------------------------- | --- |
| Comissão de Legislação, Justiça e Redação                                           | Pardal (UNIÃO) – Presidente Juraci Scheffer (PT) Cido Reis (PCdoB) Letícia Delgado (PT) – Suplente                     |
| Comissão de Finanças, Orçamento e Fiscalização Financeira                           | Juraci Scheffer (PT) – Presidente Marlon Siqueira (MDB) Tiago Bonecão (PSD) Julinho Rossignoli (PP) – Suplente         |
| Comissão de Educação e Cultura                                                      | Sargento Mello Casal (PL) – Presidente Cida Oliveira (PT) Roberta Lopes (PL) Laiz Perrut (PT) – Suplente               |
| Comissão de Saúde Pública e Bem-Estar Social                                        | Dr. Antônio Aguiar (UNIÃO) – Presidente Dr. Marcelo Condé (Avante) Laiz Perrut (PT) Letícia Delgado (PT) – Suplente    |
| Comissão de Urbanismo, Transporte, Trânsito e Acessibilidade                        | Tiago Bonecão (PSD) – Presidente Pardal (UNIÃO) João do Joaninho (PSB) André Mariano (PL) – Suplente                   |
| Comissão de Abastecimento, Indústria, Comércio, Agropecuária e Defesa do Consumidor | João do Joaninho (PSB) – Presidente Fiote (PDT) Laiz Perrut (PT) Marlon Siqueira (MDB) – Suplente                      |
| Comissão de Direitos Humanos e Cidadania                                            | Cida Oliveira (PT) – Presidente André Mariano (PL) Laiz Perrut (PT) Dr. Marcelo Condé (Avante) – Suplente              |
| Comissão de Participação Popular e de Legislação Participativa                      | Fiote (PDT) – Presidente Negro Bússola (PV) Letícia Delgado (PT) André Mariano (PL) – Suplente                         |
| Comissão de Defesa dos Direitos da Mulher                                           | Laiz Perrut (PT) – Presidente Dr. Marcelo Condé (Avante) Cida Oliveira (PT)                                            |
| Comissão de Defesa dos Direitos da Criança, Adolescente e Juventude                 | Negro Bússola (PV) – Presidente Dr. Marcelo Condé (Avante) Roberta Lopes (PL) Letícia Delgado (PT) – Suplente          |
| Comissão de Defesa dos Direitos da Pessoa Idosa                                     | Julinho Rossignoli (PP) – Presidente Letícia Delgado (PT) Juraci Scheffer (PT)                                         |
| Comissão de Ética e Decoro Parlamentar                                              | Marlon Siqueira (MDB) – Presidente Fiote (PDT) Vitinho (PSB) Negro Bússola (PV) – Suplente                             |
| Comissão de Segurança Pública                                                       | Letícia Delgado (PT) – Presidente Juraci Scheffer (PT) Julinho Rossignoli (PP) Sargento Mello Casal (PL) – Suplente    |
| Comissão de Defesa dos Direitos da Pessoa com Deficiência                           | João do Joaninho (PSB) – Presidente Dr. Antônio Aguiar (UNIÃO) Maurício Delgado (REDE) Letícia Delgado (PT) – Suplente |
| Comissão de Defesa, Controle e Proteção dos Animais                                 | Vitinho (PSB) – Presidente Kátia Franco (PSB) Marlon Siqueira (MDB) Cido Reis (PCdoB) – Suplente                       |
| Comissão de Ciência e Tecnologia, Inovação e Comunicação                            | João do Joaninho (PSB) – Presidente Sargento Mello Casal (PL) Letícia Delgado (PT) Marlon Siqueira (MDB) – Suplente    |
| Comissão de Esporte e Lazer                                                         | Tiago Bonecão (PSD) – Presidente Kátia Franco (PSB) Cido Reis (PCdoB) Fiote (PDT) – Suplente                           |
| Comissão de Meio Ambiente e Desenvolvimento Sustentável                             | Negro Bússola (PV) – Presidente Cida Oliveira (PT) Kátia Franco (PSB) Marlon Siqueira (MDB) – Suplente                 |
| Comissão de Prevenção e Combate às Drogas                                           | André Mariano (PL) – Presidente Sargento Mello Casal (PL) Vitinho (PSB)                                                |
| Comissão de Turismo                                                                 | Marlon Siqueira (MDB) – Presidente Fiote (PDT) Tiago Bonecão (PSD) Cida Oliveira (PT) – Suplente                       |

### Lideranças de partidos na Câmara
Na Câmara Municipal de Juiz de Fora, todo partido conta com um líder e um vice-líder. A Casa conta ainda com um líder do governo.
| Partido          | Lideranças                                                |
| ---------------- | --------------------------------------------------------- |
| PT               | Líder: Laiz Perrut Vice-líder: Juraci Scheffer            |
| PL               | Líder: Sargento Mello Casal Vice-líder: André Mariano     |
| PSB              | Líder: Vitinho Vice-líder: João do Joaninho               |
| PDT              | Líder: Zé Márcio-Garotinho* Vice-líder: Fiote*            |
| UNIÃO            | Líder: Pardal Vice-líder: Dr. Antônio Aguiar              |
| MDB              | Líder: Marlon Siqueira* Vice-líder: João Wagner Antoniol* |
| PSD              | Líder: Tiago Bonecão                                      |
| REDE             | Líder: Maurício Delgado                                   |
| PCdoB            | Líder: Cido Reis                                          |
| Republicanos     | Líder: André Luiz Vieira                                  |
| Avante           | Líder: Dr. Marcelo Condé                                  |
| Líder do governo | Pardal (UNIÃO)                                            |

*Segundo o Regimento Interno, enquanto não houver indicação partidária, considerar-se-á Líder o Vereador mais idoso da bancada (Art. 37, § 5º).

## Reuniões Ordinárias
Nas Reuniões Ordinárias, os vereadores deliberam a respeito das propostas que são apresentadas e analisadas pelas comissões competentes, podendo aprová-las (e, com isso, as proposições seguem para contemplação e sanção da Prefeitura) ou não. Em Juiz de Fora, as Reuniões Ordinárias ocorrem no Plenário Francisco Afonso Pinheiro, que fica no Palácio Barbosa Lima.
As reuniões ocorrem nos Períodos Legislativos de cada mês: cada período conta com 10 reuniões. De segunda a quinta-feira, as reuniões têm seu início às 17h30, enquanto nas sextas-feiras, iniciam às 10h30.

## Audiências Públicas
As Audiências Públicas são reuniões públicas, transparentes e de ampla discussão, em que se permite a participação popular para tratar de assuntos de relevante interesse público, instruir proposições a serem desenvolvidas e/ou em trâmite.
Na Casa Legislativa de Juiz de Fora, um vereador pode agendar uma Audiência Pública mediante requerimento, sujeito à aprovação do Plenário. As Audiências Públicas somente são convocadas em caso de elaboração pela Presidência ou por meio de pareceres formulados em comissão.

## Outros serviços da Câmara Municipal de Juiz de Fora
Além das discussões políticas sobre assuntos de interesse popular, a Câmara Municipal de Juiz de Fora oferece outros serviços ao cidadão.

### Centro de Atenção ao Cidadão (CAC)
O Centro de Atenção ao Cidadão (CAC) é o serviço da Casa responsável por zelar pelo cidadão de Juiz de Fora das mais diferentes maneiras, proporcionando emissão de documentos, atendimento ao consumidor, atendimento jurídico e defesa dos direitos das mulheres.
- Serviço de Defesa do Consumidor (Sedecon): Tem o objetivo de defender o cidadão, realizando o atendimento daquela pessoa que se sentir lesada na aquisição de produtos, planos de saúde, habitação, assuntos financeiros e serviços públicos.[13]
- Câmara Mirim: Promove capacitações para estudantes do ensino fundamental de escolas públicas e privadas do município, estimulando a participação política e cidadã desse público por meio do debate a respeito de um tema, escolhido anualmente. O programa conta com a parceria da Universidade Federal de Juiz de Fora (UFJF).[14]
- Câmara Sênior: Busca incluir o público de pessoas idosas da cidade na discussão política por meio da promoção de reuniões para debates de questões ligadas a esses cidadãos e para apresentação de suas demandas.[15]
- Emissão de Carteiras de Identidade e Cartão de Identificação para Pessoa com Transtorno do Espectro Autista (TEA) [16]
- Câmara Móvel: Projeto itinerante da Câmara Municipal de Juiz de Fora que leva os serviços oferecidos pela Casa até os bairros da cidade. Entre 2021 e 2022, a Câmara realizou 27 edições do Câmara Móvel.[17]
- Conheça a Câmara: A iniciativa promove visitas guiadas pela sede da Câmara Municipal de Juiz de Fora para grupos organizados da sociedade civil, mediante inscrição prévia.[18]
- Diversidade - Somos Todos Diferentes: Desenvolve palestras, oficinas e debates com o objetivo de promover a reflexão e o debate sobre inclusão social, com informações sobre os tipos de deficiência, a situação do negro na sociedade, o desrespeito às diferenças do bullying, e questões sobre o público idoso.[19]
- Parlamento Jovem: A Câmara Municipal também é filiada à iniciativa da Assembleia Legislativa de Minas Gerais (ALMG) que estimula a formação política de jovens a partir de debates a respeito de um tema, escolhido na edição anterior pelos próprios participantes.[20]
- Centro Integrado de Atendimento à Mulher (CIAM): Espaço destinado a prestar acolhimento e atendimento humanizado para mulheres em situação de violência. O CIAM proporciona também orientação e encaminhamentos jurídicos, buscando contribuir para o fortalecimento da mulher.[21]

### JFTV Câmara
A JFTV Câmara é uma emissora juiz-forana de iniciativa da Câmara Municipal de Juiz de Fora, com uma grade voltada para a divulgação dos acontecimentos da Casa Legislativa. Além disso, a JFTV Câmara também transmite ao vivo as Reuniões Ordinárias, Audiências Públicas e demais eventos de interesse público realizados na Casa, além de conteúdo de relevância para a região. Na cidade, é possível acessar a emissora pelo canal digital 35.1, ou pelo YouTube.